# Kratofania

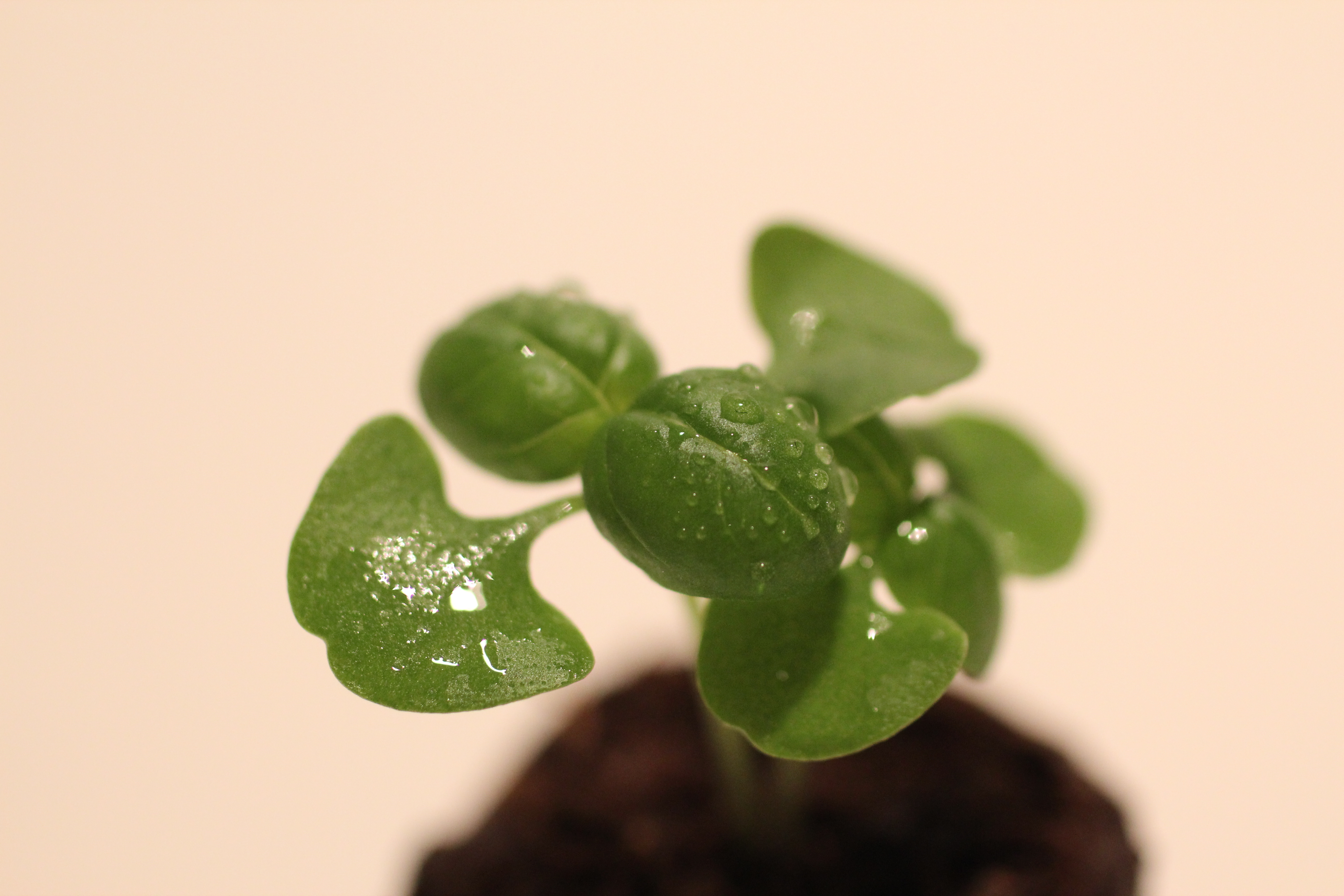
Młoda bazylia

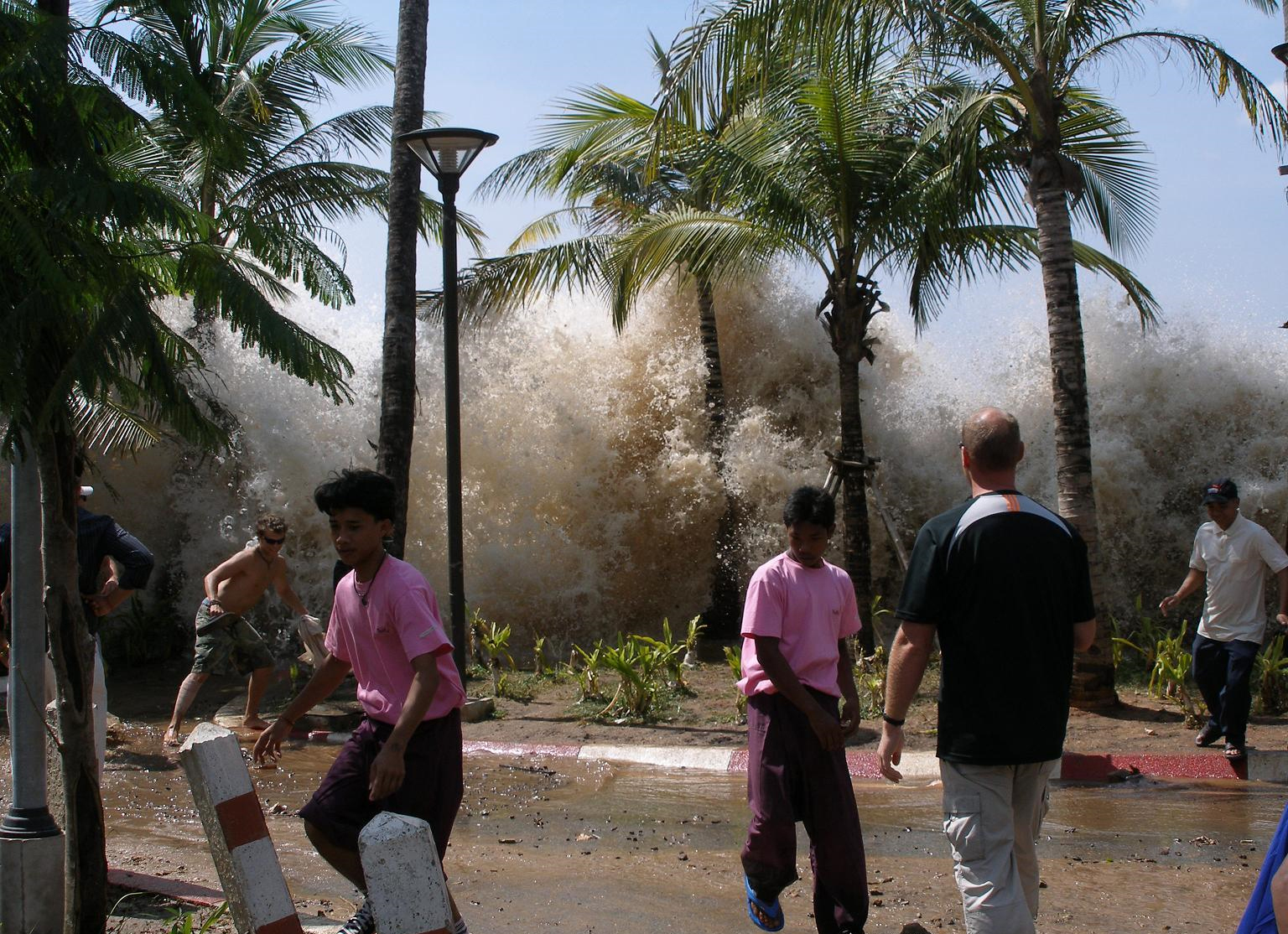
Fala tsunami

Kratofania (z gr. kratós ‘siła’ lub ‘moc’, phaínein ‘ukazywać’) – rodzaj hierofanii, w której dochodzi do objawienia, manifestacji mocy sacrum. 
Za kratofanię mogą być uważane zjawiska spodziewane i często pojawiające się, jak np. narodziny dziecka, wzejścia roślin, ale także wydarzenia niespodziewane: klęski, czy zdarzenia poczytywane za cuda. Przez swą dwojaką naturę mogą stać się zarówno przedmiotem ludzkiej czci, jak i bojaźni.